# Agostino Chigi della Rovere, III principe di Farnese
Agostino Chigi della Rovere, III principe di Farnese (Roma, 4 aprile 1710 – Roma, 29 dicembre 1769), è stato un principe italiano.

## Biografia
Agostino Chigi della Rovere nacque a Roma il 4 aprile 1710, figlio di Augusto Chigi, II principe di Farnese e della nobildonna Maria Eleonora Rospigliosi. Per parte di suo padre era pronipote di papa Alessandro VII e di papa Paolo V, mentre per parte di sua madre era imparentato con Clemente IX. Suo fratello fu il cardinale Flavio Chigi.
Alla morte di suo padre nel 1744 gli succedette in tutti i suoi titoli, fra cui l'incarico di Maresciallo di Santa Romana Chiesa concesso in perpetuo alla sua famiglia nel 1712. Ereditato dal padre anche il feudo di Campagnano di Roma, si interessò largamente all'amministrazione della cittadina, facendovi erigere la centralissima Fontana dei Delfini.
Amante dell'arte, di lui si sa che possedette una dattilioteca di 573 calchi di gesso che venne catalogata da Ennio Quirino Visconti.
Morì a Roma nel 1769.

## Matrimonio e figli
Agostino sposò nel 1730 Anna Ruspoli (18 ottobre 1704 - prima del 1735), figlia del principe Francesco Maria Marescotti Ruspoli e di sua moglie, Isabella Cesi dei duchi di Acquasparta. La sposa morì dopo pochi anni di matrimonio, senza che la coppia avesse avuto figli.
Il principe Agostino si risposò dunque il 27 febbraio 1735 con Giulia Augusta Albani (6 gennaio 1719 - 20 marzo 1789), figlia di Carlo Albani, I principe di Soriano nel Cimino e della principessa Teresa Borromeo. Da questo matrimonio nacquero:
- Sigismondo Chigi della Rovere, IV principe di Farnese (1736 - 1793), sposò Flaminia Odescalchi;
- Francesco (13 dicembre 1737 - 22 dicembre 1772), monsignore[3], chierico di camera del Papa;
- Carlo (6 settembre 1741 - 3 febbraio 1743)[3][4].

## Albero genealogico
|                                                         |                              |                                | Genitori                                       |  |  | Nonni |  |  | Bisnonni      |  |  | Trisnonni    |  |
|                                                         |                              |                                |                                                |  |  |       |  |  | Augusto Chigi |  |  | Flavio Chigi |  |
|                                                         |                              |                                |                                                |  |  |       |  |  | Augusto Chigi |  |  | Flavio Chigi |  |
|                                                         |                              | Laura Marsili                  |                                                |  |  |       |  |  | Augusto Chigi |  |  |              |  |
| Agostino Chigi, I principe di Campagnano                |                              |                                |                                                |  |  |       |  |  | Augusto Chigi |  |  |              |  |
|                                                         |                              | Olimpia Della Ciaia            | Tiberio Della Ciaia                            |  |  |       |  |  |               |  |  |              |  |
|                                                         |                              | Olimpia Della Ciaia            | Tiberio Della Ciaia                            |  |  |       |  |  |               |  |  |              |  |
|                                                         |                              | Olimpia Della Ciaia            | Ginevra Tolomei                                |  |  |       |  |  |               |  |  |              |  |
| Augusto Chigi, II principe di Campagnano                |                              | Olimpia Della Ciaia            |                                                |  |  |       |  |  |               |  |  |              |  |
|                                                         |                              | Paolo Borghese                 | Marcantonio II Borghese, I principe di Sulmona |  |  |       |  |  |               |  |  |              |  |
|                                                         |                              | Paolo Borghese                 | Marcantonio II Borghese, I principe di Sulmona |  |  |       |  |  |               |  |  |              |  |
|                                                         |                              | Paolo Borghese                 | Camilla Orsini                                 |  |  |       |  |  |               |  |  |              |  |
| Maria Virginia Borghese                                 |                              | Paolo Borghese                 |                                                |  |  |       |  |  |               |  |  |              |  |
|                                                         |                              | Olimpia Aldobrandini           | Giorgio Aldobrandini, I principe di Rossano    |  |  |       |  |  |               |  |  |              |  |
|                                                         |                              | Olimpia Aldobrandini           | Giorgio Aldobrandini, I principe di Rossano    |  |  |       |  |  |               |  |  |              |  |
|                                                         |                              | Olimpia Aldobrandini           | Ippolita Ludovisi                              |  |  |       |  |  |               |  |  |              |  |
| Agostino Chigi della Rovere, III principe di Campagnano |                              | Olimpia Aldobrandini           |                                                |  |  |       |  |  |               |  |  |              |  |
|                                                         | Camillo Domenico Rospigliosi | Girolamo Rospigliosi           |                                                |  |  |       |  |  |               |  |  |              |  |
|                                                         | Camillo Domenico Rospigliosi | Girolamo Rospigliosi           |                                                |  |  |       |  |  |               |  |  |              |  |
|                                                         | Camillo Domenico Rospigliosi | Maddalena Caterina Rospigliosi |                                                |  |  |       |  |  |               |  |  |              |  |
| Giovanni Battista Rospigliosi, I principe Rospigliosi   | Camillo Domenico Rospigliosi |                                |                                                |  |  |       |  |  |               |  |  |              |  |
|                                                         |                              | Lucrezia Cellesi               | Teodoro Cellesi                                |  |  |       |  |  |               |  |  |              |  |
|                                                         |                              | Lucrezia Cellesi               | Teodoro Cellesi                                |  |  |       |  |  |               |  |  |              |  |
|                                                         |                              | Lucrezia Cellesi               | Caterina Vinta                                 |  |  |       |  |  |               |  |  |              |  |
| Eleonora Rospigliosi                                    |                              | Lucrezia Cellesi               |                                                |  |  |       |  |  |               |  |  |              |  |
|                                                         |                              | Giovanni Stefano Pallavicini   | Niccolò Pallavicini                            |  |  |       |  |  |               |  |  |              |  |
|                                                         |                              | Giovanni Stefano Pallavicini   | Niccolò Pallavicini                            |  |  |       |  |  |               |  |  |              |  |
|                                                         |                              | Giovanni Stefano Pallavicini   | Maria Lomellini                                |  |  |       |  |  |               |  |  |              |  |
| Maria Camilla Pallavicini                               |                              | Giovanni Stefano Pallavicini   |                                                |  |  |       |  |  |               |  |  |              |  |
|                                                         |                              | Livia de' Franchi Toso         | Giacomo De Franchi Toso                        |  |  |       |  |  |               |  |  |              |  |
|                                                         |                              | Livia de' Franchi Toso         | Giacomo De Franchi Toso                        |  |  |       |  |  |               |  |  |              |  |
|                                                         |                              | Livia de' Franchi Toso         | Maria Giustiniani                              |  |  |       |  |  |               |  |  |              |  |
|                                                         |                              | Livia de' Franchi Toso         |                                                |  |  |       |  |  |               |  |  |              |  |